# Viatge màgic a Àfrica
Viatge màgic a Àfrica és una pel·lícula espanyola d'aventures del 2010 dirigida per Jordi Llompart i Mallorquès i protagonitzada per Leonor Watling, Verónica Blume, Adrià Collado i els nens Eva Gerretsen i Raymond Mvula. Definida pel seu director com "un petit príncep africà", ha estat la primera pel·lícula catalana rodada en 3D, combinant imatges reals amb imatges generades per ordinador. Rodada originalment en anglès, ha estat doblada al català. El 31 de desembre de 2011 fou emesa pel canal TV3 HD.

## Sinopsi
La Jana és una nena de 10 anys que veu un nen boiximà hospitalitzat. Com que té un cavall amb ales i la seva fada Fairy decideix viatjar amb ell cap a l'Àfrica, a la terra d'origen del nen hospitalitzat. Allí coneix el Mel, un altre nen del que se'n farà amic. Tots tres, Jana, Mel i Fairy, viatjaran per la sabana africana on coneixeran tota mena d'éssers fantàstics.

## Repartiment
- Eva Gerretsen ...	Jana
- Raymond Mvula ...	Mel
- Michael Van Wyk 	...	Kabbo
- Leonor Watling 	...	Fairy
- Adrià Collado	 ... Pare de Jana
- Verónica Blume...	Mare de Jana
- Odette Ochs	 	... Gal-La
- Natasha Lamoela 	... Mare de Gal-La
- Georgina Macaulay ...	Dona boiximana

## Producció
Després d'estrenar-se a Catalunya al maig de 2010, Viatge màgic a Àfrica s'ha distribuït en els seus diversos formats i versions 3D i 2D (Gran Format IMAX, 35mm, Digital Cinema i TV) a més de 40 països, com Mèxic, el Brasil, l'Índia, Polònia, Itàlia, Líban, etc. Fou recomanada pel Ministeri de Cultura d'Espanya, i va rebre l'“Esment Especial” de l'Observatori Europeu de la Televisió Infantil.

## Premis
Als Premis Gaudí de 2011 fou guardonada amb el premi als Millors efectes especials/digitals.